# Olivier Daguerre
 (mai 2023).
Si vous disposez d'ouvrages ou d'articles de référence ou si vous connaissez des sites web de qualité traitant du thème abordé ici, merci de compléter l'article en donnant les références utiles à sa vérifiabilité et en les liant à la section « Notes et références ».
Olivier Daguerre, né le 19 avril 1969 à Montauban est un auteur-compositeur-interprète français.

## Biographie
Olivier Daguerre est né à Montauban, mais a passé son enfance et son adolescence dans le Sud-Ouest de la France, partagé entre la Gironde et le Pays basque.
À dix huit ans, il s'installe à Paris et s'immerge très vite dans le milieu artistique alternatif Parisien.
En 1990, il fonde le groupe Les Veilleurs de nuit (avec Nicolas Ferrenbach à la batterie, Olivier Moret au saxophone et Michel Moussel à la basse) qui publiera trois albums.
Le groupe se sépare en 1999.
Olivier Daguerre quitte alors la capitale, et part vivre au Pays basque.
En 2005, il sort, sous le nom de « Daguerre », son premier album solo, autoproduit, Ici je.
En 2006, à la suite de sa participation aux Rencontres d'Astaffort, il signe sur « 3label / Chandelle Productions » et sort l'album ô désirs, réalisé par Michel Françoise.
En 2008, sortie de l'album Le cœur entre les dents en édition chez BCBA Music. Inclus dans cet album Notre amour était presque parfait (chanson que Daguerre interprète dans l'émission TARATATA présentée par Nagui) et le titre phare « De l'ivresse ». 
En 2010, Daguerre participe au spectacle pour enfants « L'Enfant-Porte », coréalisé par Francis Cabrel et Michel Françoise.
En 2012, sortie de l'album " Mandragore ", coréalisé par Cali et Geoffrey Burton pour BCBA Music . On y trouve le single "Pour deux", mais aussi un duo avec Francis Cabrel, " Carmen ", sur un texte de Théophile Gautier. 
En 2013 création du spectacle jeune public "L'Arche Déglinguée" co-écrit avec Bruno Garcia (alias Gagarine). La même année, Olivier s'occupe de la direction artistique du projet "L'ivresse des sens" avec le collectif "c3o".
En 2015 sortie de l'album " Daguerre & Bertille ", projet en duo avec Bertille Fraisse.
En 2016 Daguerre participe aux collectifs d'artistes de " 5 en scène ", du " Rugby Club Orchestra ", de " Datums ".
En 2017 nouvelle signature chez LamaO éditions, sortie du sixième album de Daguerre, sous forme de livre-disque, intitulé " La nuit traversée ": neuf chansons inédites transpercées par le récit de l'écrivaine Mély Vintilhac et les dessins de l'illustrateur Sarane Mathis.
En 2019 septième album de Daguerre "107218 Km/h", réalisé par Michel Françoise, toujours sous forme de livre-disque, toujours chez LamaO Editions et toujours illustré par Sarane Mathis.
En 2020 Daguerre participe, à l'écriture du recueil de poésies des Artisans des mots " Je me suis couché(e) au matin en oubliant la nuit " (LamaO Editions) et du livre-disque " Zélie la pirate " (Baboo Music).
En 2021 sortie du huitième album de Daguerre " Miramar ", sortie également du livre " Miramar, la part humaine " comprenant une nouvelle de Louise Quillet, les textes de Olivier daguerre, et les dessins de Sarane Mathis (LamaO Editions)
En 2023 sortie du neuvième album de Daguerre " Virages " (LamaO&CO / L'autre distribution)
Parallèlement à sa carrière artistique, depuis 2006, Olivier Daguerre est intervenant / formateur occasionnel pour les associations Voix du sud, L.M.A et Ampli.

## Discographie

### Avec Les Veilleurs de Nuit
- Les Veilleurs de nuit (1993)
- La vie n'a pas d'âge (1995)
- Quand l'espoir (1997)

### En solo, sous le nom de Daguerre
- Ici-Je (2005)
- Ô Désirs (2006)
- Le Cœur entre les dents (2008)
- Mandragore (2012)
- Daguerre & Bertille (2015)
- La Nuit traversée (2017)
- 107218 km/h (2019)
- Miramar et Miramar, la part humaine (2021)
- Virages (2023)

### Jeune public
- L'Arche déglinguée (2013)